# Enicospilus simoni
Enicospilus simoni là một loài tò vò trong họ Ichneumonidae.